# Magnus I. (Mecklenburg)
Magnus I., Herzog zu Mecklenburg (* um 1345; † 1. September 1384) war Herzog zu Mecklenburg von 1383 bis zu seinem Tod.

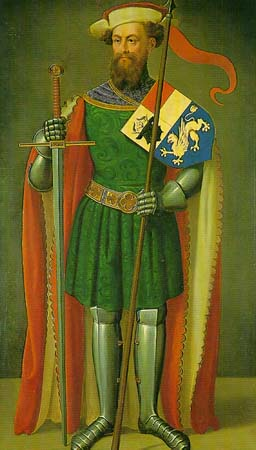
Magnus I. von Mecklenburg

Magnus war der dritte Sohn von Herzog Albrecht II. zu Mecklenburg und dessen Frau Eufemia, die eine Schwester des schwedischen Königs Magnus Eriksson war.  Er war mit Elisabeth von Pommern-Wolgast, der Tochter von Herzog Barnim IV.  (nach 1362) verheiratet. Er hatte zwei Kinder:
- Johann IV., Regent von 1384 bis 1395 und Mitregent von 1395 bis 1422
- Euphemia († 16. Oktober 1417); ⚭ am 18. Oktober 1397 mit Balthasar, Herr zu Werle

Nach dem Tod seines Bruders Heinrich III.  übernahm er zusammen mit dessen Sohn Albrecht IV. kurzzeitig von 1383 bis zu seinem Tod 1384 die Regierung im Herzogtum.